# Анаров, Алля
Алля Анаров (узб. Алла Аноров; 1907, Ачи, Ферганская область — 8 декабря 1979, Ачи, Ошская область) — киргизский хлопкороб; дважды Герой Социалистического Труда (1948, 1951), депутат Верховного Совета СССР 5-го созыва и Верховного Совета Киргизской ССР 3 и 4-го созывов.

## Биография
Родился в 1907 году в селе Бешкарам Ошского уезда (ныне — село Аччи в Араванском районе Ошской области Кыргызстана). Выходец из бедной дехканской семьи, по национальности узбек. В начале работал батраком у местных баев, а с установлением Советской власти и началом коллективизации активно участвовал в организации колхозного движения. Заслуженный наставник растениеводства Кыргызстана (1945).
А. Анаров в 1927 году одним из первых вступил в колхоз «Сассык-Ункур». В 1936—1951 годы — звеньевой колхоза «Коммунизм» Араванского района, которое добилось высоких результатов по сбору хлопка-сырца. Возглавляемое А. Анаровым хлопководческое звено в 1948 году получило рекордный урожай. С каждого гектара было собрано по 102,9 центнеров хлопка-сырца. В 1949 году урожайность составила 88,5 центнеров, в 1950 году — 70,5 центнеров с каждого гектара. Поддержав инициативу ЦК Компартии Кыргызстана «Об освоении целины», одним из первых отправился в Туя-Моюнскую долину. В 1951—1962 годы был инициатором освоения целины и стал бригадиром хлопководческой бригады целинного совхоза «Пахтачи», в 1962—1967 — полевод, в 1967—1968 годы — бригадир хлопководческой бригады совхоза «Пахтачи». Участвовал во Всесоюзных, республиканских и региональных слётах, семинарах, рассказывал о своих опытах по хлопководству.
В 1939 году вступил в ряды ВКП(б), в годы Великой Отечественной войны был председателем сельского совета. В 1958—1962 годы — депутат Верховного Совета СССР 5-го созыва и Верховного Совета Киргизской ССР 3 и 4-го созывов, неоднократно избирался депутатом Ошского областного, Араванского районного и сельского советов. Член ЦК Компартии Киргизии и Ошского обкома, был делегатом республиканских партийных съездов, областных и районных партийных конференций.
За получение высоких устойчивых урожаев хлопка Президиум Верховного Совета СССР Указом от 26 марта 1948 года присвоил ему звание Героя Социалистического труда с вручением ордена Ленина и золотой медали «Серп и молот». Вторую звезду Героя он получил 3 года спустя «за исключительные заслуги в выращивании хлопчатника».
А. Анаров первым из киргизов стал дважды Героем Социалистического труда, всего из Кыргызстана было три дважды Героя Социалистического труда.
В газете «Советская Киргизия» от 20 октября 1957 года он делится воспоминаниями: «…Мечта о лучшей жизни привела меня в колхоз. В школе ликбеза научился читать и писать, жадно набросился на газеты и книги. В 1936 году колхозники доверили мне звено. Чувствуя поддержку коллектива, я смело стал внедрять передовую агротехнику. Год от года росла культура земледелия, повышалась урожайность полей. С тех самых мест, где раньше выращивали полтора центнеровый урожай хлопка, моё звено снимало по 30, а затем 50 и 60 центнеров…»
После выхода на персональную пенсию союзного значения продолжал трудиться наставником молодых хлопкоробов, передавая им свой богатый жизненный опыт.
Скончался 8 декабря 1979 года, похоронен на кладбище «Интифак» в селе Кок-Желет Араванского района. Имя Алля Анарова золотыми буквами вписано в историю Кыргызстана.

## Семья
Вместе с женой Ибодатхон воспитал семерых сыновей и двух дочерей.
Старший брат — Хайитбай (1904—1989), председатель колхоза имени Молотова Араванского района, Герой Социалистического Труда (15.2.1957).

## Награды
- Дважды Герой Социалистического Труда:
  - 26.03.1948 — за высокие урожаи хлопка,
  - 28.04.1951 — за успехи в развитии сельского хозяйства.
- 5 орденов Ленина (31.01.1941, 26.03.1948, 16.05.1949, 01.07.1950, 15.02.1957)
- орден Красной Звезды (09.06.1947)
- медали СССР
- Большая золотая медаль ВСХВ СССР (10.02.1941),
- Большая золотая медаль ВСХВ СССР (09.03.1955),
- Большая золотая медаль ВСХВ СССР (21.12.1956),
- Малая золотая медаль ВДНХ СССР (12.03.1960).

## Память
- Указом Президиума Верховного Совета СССР в 1957 году перед зданием правления колхоза «Коммунизм» Араванского района установлен бронзовый бюст А. Анарова. На лицевой стороне постамента укреплена литая бронзовая доска, на которой воспроизведён текст Указа Президиума Верховного Совета СССР «О сооружении бюста в ознаменование трудовых заслуг героя». Данный бюст является первым бюстом (скульптор К.Кошкин), установленным в честь героев Ошской области.
- В 1974 году среди хлопкоробов республики было учреждено соревнование имени А. Анарова.
- Его именем названа Алля-Анаровская сельская управа Араванского района Ошской области, в составе которого находится село Аччи, его родина, и одна из улиц в городе Ош[4][5].
- В 1954 году об Анарове был снят документальный фильм студии «Центрнаучфильм» — «Знатный хлопковод Алля Анаров»[6][7].